# Columna de la Victoria de la Guerra de la Independencia
La Columna de la Victoria de la Guerra de la Independencia —en estonio: Vabadussõja võidusammas— se encuentra en la Plaza de la Libertad, en Tallin, Estonia. Fue inaugurado el 23 de junio de 2009 como un monumento dedicado a quienes cayeron durante la Guerra de Independencia de Estonia, permitiendo al pueblo estonio conmemorar a todos aquellos que lucharon por la libertad y la independencia. La columna tiene una altura de 23,5 metros y está compuesta por 143 placas de vidrio. El monumento incorpora la Cruz de la Libertad, la más alta condecoración de Estonia, establecida en 1919.

## Historia
La idea de erigir un monumento se concibió en 1919, antes del fin de la guerra. Durante la Guerra de Independencia entre 1918 y 1920, murieron 4000 personas y 14 000 resultaron heridas del lado estonio. En 1936 se aprobó una ley para establecer un monumento nacional en conmemoración de la guerra. Sin embargo, los preparativos se interrumpieron debido a la Segunda Guerra Mundial y a la posterior ocupación soviética. 
Tras la recuperación de la independencia de Estonia en 1991, se retomó la cuestión de establecer un monumento nacional para conmemorar la Guerra de Independencia. En la primavera de 2005, el Riigikogu decidió que se levantaría una columna de la victoria en la Plaza de la Libertad de Tallin. En 2006, un concurso de diseño para el monumento recibió más de 40 propuestas. La propuesta ganadora, titulada Libertas, fue diseñada por Rainer Sternfeld, Andri Laidre, Kadri Kiho y Anto Savi. La empresa Celander Ehitus OÜ fue seleccionada como contratista principal.